# Valdemarsviks landsfiskalsdistrikt
Valdemarsviks landsfiskalsdistrikt var 1918–1964 ett landsfiskalsdistrikt i Östergötlands län, bildat när Sveriges indelning i landsfiskalsdistrikt trädde i kraft den 1 januari 1918, enligt beslut den 7 september 1917. Den 1 januari 1965 avskaffades i Sverige samtliga landsfiskaler och landsfiskalsdistrikt, och deras arbetsuppgifter delades upp på de nyskapade indelningarna polisdistrikt, åklagardistrikt och kronofogdedistrikt.
Landsfiskalsdistriktet låg under länsstyrelsen i Östergötlands län.

## Ingående områden
När Sveriges nya indelning i landsfiskalsdistrikt trädde i kraft den 1 oktober 1941 (enligt kungörelsen den 28 juni 1941) tillfördes Yxnerums landskommun från Skärkinds landsfiskalsdistrikt och kommunerna Börrum och Sankt Anna från det upplösta Skönberga landsfiskalsdistrikt. När Sveriges nya indelning i landsfiskalsdistrikt trädde i kraft den 1 januari 1952 (enligt kungörelsen 1 juni 1951) ändrades distriktets omfattning.

### Från 1918
Hammarkinds härad:
- Gryts landskommun
- Ringarums landskommun
- Valdemarsviks köping

### Från 1 oktober 1941
Hammarkinds härad:
- Börrums landskommun
- Gryts landskommun
- Ringarums landskommun
- Sankt Anna landskommun
- Valdemarsviks köping

Skärkinds härad:
- Skärkinds landskommun
- Yxnerums landskommun

### Från 1 januari 1952
- Gryts landskommun
- Ringarums landskommun
- Valdemarsviks köping